# Sątopy-Samulewo
Sątopy-Samulewo (niem. Bischdorf) – osada w Polsce położona w województwie warmińsko-mazurskim, w powiecie bartoszyckim, w gminie Bisztynek.
Wieś do 1772 r. znajdowała się na terenie komornictwa reszelskiego. W latach 1975–1998 miejscowość należała administracyjnie do województwa olsztyńskiego.

## Historia
Różnego typu znaleziska i badania archeologiczne wykazały wiele śladów i punktów osadniczych z wielu epok. Pierwsze osadnictwo ludzkie na terenach miejscowości pochodzi już z czasów prehistorii. Znaleziono krzemień pochodzący z tego okresu. Późniejsze najstarsze odkrycia pochodzą z epoki kamienia. Są to ponownie krzemień, oraz kamienny toporek odkryty przez jednego z mieszkańców w 1993 roku. Następne odkrycia pochodzą z neolitu, wczesnej i późnej epoki brązu, wczesnej epoki żelaza, późnego średniowiecza i nowożytności. W większości przypadków są to różnego typu fragmenty ceramiki. Część artefaktów jest pozostałością po ludach kultury kurhanów zachodniobałtyjskich. Przy budowie dworca kolejowego w 1873 roku odkopano płaski kurhan, z którego wydobyto od 200 do 300 popielnic ze szczątkami kostnymi.

### Biskupia rezydencja
Sątopy-Samulewo powstały w wyniku wydzielenia folwarku biskupów warmińskich ze wsi Sątopy lokowanej w 1337 r. przez Henryka Sorbona 31 października 1381 roku. Pierwsza wzmianka o powstaniu folwarku pochodzi z czasów biskupa Kromera, z której wynika, że w Sątopach było dwóch sołtysów, którymi byli bracia Jaohannes i Michael Bercow. Imiona braci świadczą o ich niemieckim pochodzeniu. Miejscowość otrzymała 50 łanów ziemi. Przywilej otrzymał również karczmarz Henryk Pors. Przed lokacją wsi istniał już w niej młyn wodny. W 1520 roku wieś została zniszczona w wyniku wojny. W czasie rządów biskupa Batorego Sątopy-Samulewo występują już jako folwark biskupi. Dwór położony był w parku krajobrazowym nad obecnie nieistniejącym jeziorem Sajno. Nowy modrzewiowy dwór na wzór pałaców francuskich wystawił tu biskup Wacław Leszczyński. Dwór pełnił funkcję wypoczynkową w okresie letnim dla Biskupów oraz ich pracowników. Folwark miał duże znaczenie gospodarcze i generował przychód zbliżony do tego, generowanego przez całe komornictwo barczewskie. był podzielony na dwie części. W drugiej, która obecnie jest częścią miejscowości Nisko i Niski Młyn znajdował się drugi pałac, przeznaczony dla gości biskupów oraz drugi młyn. W rezydencji biskupiej w Sątopach-Samulewie znajdował się zwierzyniec, stadnina koni, liczne spichlerze oraz wiele innych budynków gospodarczych. Od 1716 r. urzędowali tu burgrabiowie z Reszla. Biskupi folwark został sprzedany przez biskupa Ignacego Krasickiego.

### Sątopy-Samulewo w państwie pruskim
Miejscowość wraz z folwarkiem trafiły po zaborze Warmii w 1722 roku pod własność Króla Prus po czym stały się własnością szlachecką. Wyposażenie kaplicy pałacowej przeniesiono do kościoła w Sułowie koło Bisztynka. Sątopy-Samulewo miały w późniejszym okresie różnych właścicieli – m.in. rodzinę von Kurowskich. W 1820 miejscowość miała dwóch właścicieli w osobach Jachima i Plaumana. Pałac trafił następnie w posiadanie rodziny Wegener. Urodził się tu w 1874 roku i wychowywał Paul Wegener. W 1889 miejscowość określano jako majątek rycerski, w którego skład wchodziła miejscowość już bez części folwarku, znajdującego się w miejscowościach Nisko i Niski Młyn. Właścicielem pałacu stał się następnie berliński fabrykant Max Drager. Zmniejszył się ówcześnie zakres hodowli zwierząt w folwarku i zaczęła w nim funkcjonować przetwórnia mleka. W 1922 folwark odziedziczył syn Maxa, Georg Drager.
Jezioro Sajno po osuszeniu zamienione zostało na łąki. Przez Sątopy przebiega wybudowana pod koniec XIX w. linia kolejowa Olsztyn – Korsze. Druga linia kolejowa, która powstała w 1905 z Kętrzyna przez Reszel, Sątopy Samulewo Bisztynek do Ornety obecnie nie istnieje: częściowo została rozebrana w 1945 roku przez wojska radzieckie. Po wojnie linię kolejową odbudowano na odcinku Sątopy Samulewo-Reszel. W latach 80. XX wieku zaczęła tracić na znaczeniu, następnie zamknięta uległa dewastacji i ostatecznie została rozebrana w sierpniu 2006 roku.

### Sątopy-Samulewo ponownie w Polsce
Po roku 1945 majątek ziemski Sątopy-Samulewo znalazł się w strukturach PGR. Dyrekcja PGR mieściła się w XIX w. dworku wybudowanym na miejscu wcześniejszego pałacu biskupiego. Jest to neoklasycystyczna budowla dwuskrzydłowa.
PGR Sątopy od 1970 roku wszedł w skład Kombinatu PGR Sątopy, mającego siedzibę bliżej stacji kolejowej. W czasie, gdy Kombinat Sątopy należał organizacyjnie do Kętrzyńskiego Zjednoczenia Rolniczo-Przemysłowego w Kętrzynie, przy siedzibie kombinatu wybudowano agroosiedle dla kilkuset mieszkańców. W skład Kombinatu PGR Sątopy wchodziły zakłady rolne w następujących miejscowościach: Czarnowiec, Troksy, Mołdyty, Nisko, Sątopy-Samulewo, Sątopy I, Ryn Reszelski, Wojkowo i Pleśnik. Do Kombinatu PGR Sątopy w roku 1977 należało 10 308 ha gruntów.
Polder po dawnym jeziorze Sajno (ok. 300 ha) służył jako zaplecze suszarni zielonek. Obecnie jest w znacznej części zalany (nie pracują pompy odwadniające) i stanowi ostoję ptaków wodno-błotnych. Stwierdzono występowanie 34 gatunków ptaków wymienionych w Zał 1 DP i 22 gatunków zarejestrowanych w PCKZ. Przez dawne jezioro Sajno przepływa rzeka Sajna.

## Osoby związane z Sątopami-Samulewem
- Paul Wegener (1874–1948), urodzony w ówczesnym Bischdorf niemiecki aktor i reżyser (m.in. film „Golem”)[potrzebny przypis].